# Clivia robusta
Clivia robusta là một loài thực vật có hoa trong họ Amaryllidaceae. Loài này được B.G.Murray & al. mô tả khoa học đầu tiên năm 2004.

## Hình ảnh

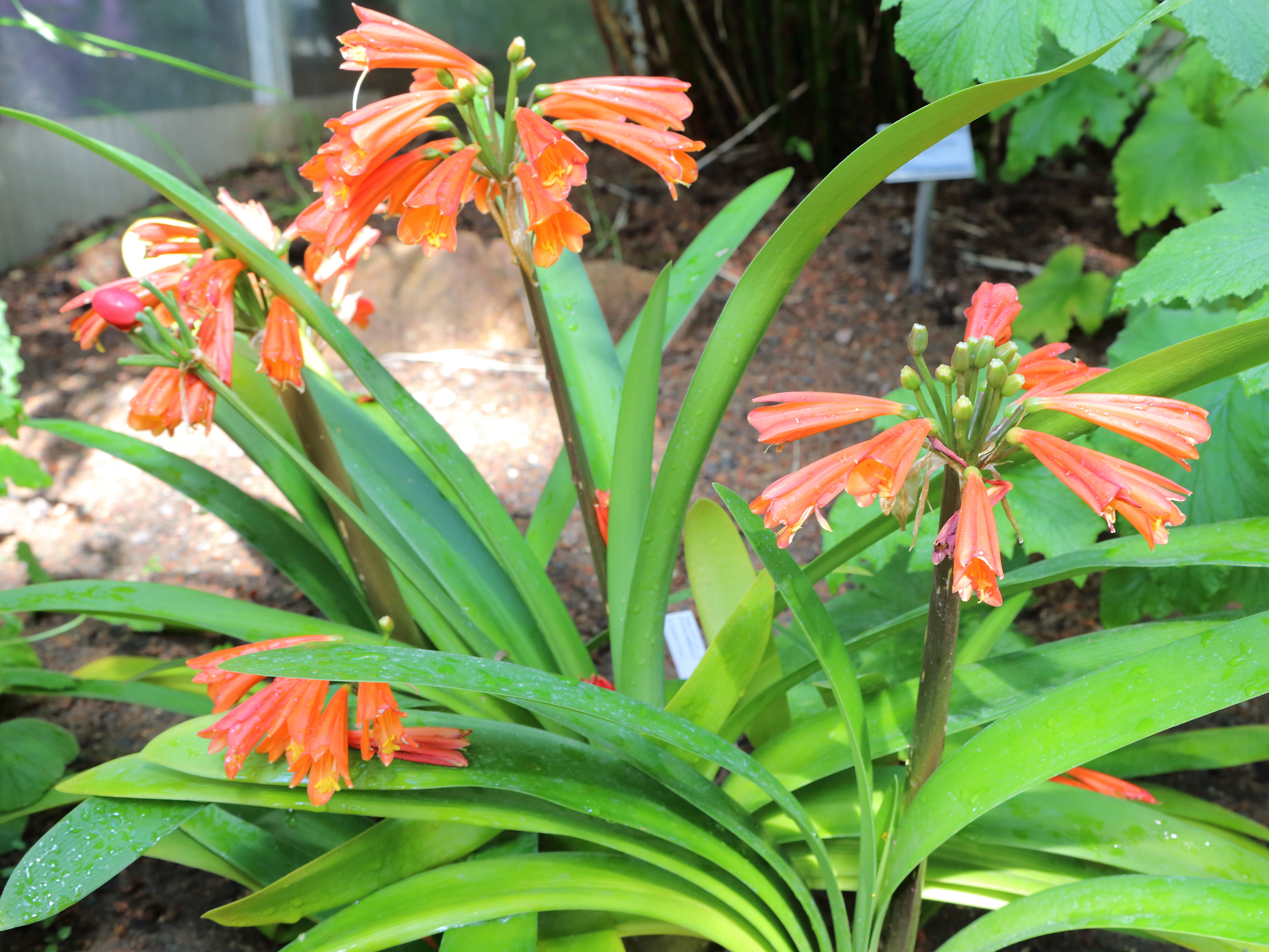